# Guillaume Despréaux
Pour les articles homonymes, voir Despréaux.
Guillaume Despréaux (né Guillaume Ross le 20 septembre 1802 à Clermont-Ferrand et mort le 14 juin 1865 à Paris 16e) est un compositeur français.
Despréaux étudia au Conservatoire de Paris avec François-Joseph Fétis et Henri Montan Berton. À partir de 1824 il travailla avec le Théâtre du Gymnase-Dramatique (anciennement Théâtre de Madame) qui était à l'époque dirigé par Charles-Gaspard Delestre-Poirson. Il y  est apparu à côté de Virginie Déjazet et Léontine Fay dans des vaudevilles d'Eugène Scribe.
Guillaume Despréaux gagna le Premier Grand prix de Rome avec la cantate Herminie se Couvrant des Armes de Clorinde en 1828, tandis que Berlioz qui avait également participé à la compétition obtint le premier second grand prix. Despréaux se rendit à Rome en 1829 où il composa entre autres un Requiem et Dies Irae.
De retour à Paris il compose principalement de la musique de théâtre. Son opéra Le Souper du Mari fut créé à l'Opéra-Comique en 1833, suivi de La Dame d'honneur en octobre 1838. On ignore ce qu'il devint.